# Danville (Ohio)
Pour les articles homonymes, voir Danville.
Danville est un village américain situé dans le comté de Knox, dans l'Ohio. Selon le recensement de 2010, sa population est de 1 044 habitants.